# Шашма, Эрсу
Эрсу Шашма (тур. Ersu Şaşma; род. 30 сентября 1999, Мерсин) — турецкий легкоатлет, специализирующийся в прыжках с шестом. Бронзовый призёр чемпионата Европы 2024 года, участник Олимпийских игр.

## Биография
Эрсу Шашма родился 30 сентября 1999 года на юге Турции в городе Мерсине. Он является членом клуба «Фенербахче». Его тренирует Халил Ибрагим Чёмлекчи.

## Карьера
На олимпийских отборочных соревнованиях в Мерсине в мае 2018 Шашма превзошёл свой личный рекорд на семь сантиметров. На этих соревнованиях он сумел преодолеть высоту 5,20 м. Он выиграл бронзовую медаль на чемпионате Балкан 2018 года в Стара-Загоре.
В Первой лиге командного чемпионата Европы по легкой атлетике 2019 года в Саннесе он завоевал бронзовую медаль и улучшил национальный рекорд среди легкоатлетов до 23 лет в помещении, преодолев высоту 5,41 м.
В 2020 году Эрсу Шашма завоевал золотую медаль на чемпионате Балкан по легкой атлетике в помещении. Этот турнир проходил в Стамбуле.
Эрсу Шашма вновь выиграл золотую медаль на чемпионате Балкан по легкой атлетике в помещении, который также проходил в Стамбуле в 2021 году. Он побил национальный рекорд, прыгнув на 5,80 м на третьем Кубке Орхана Алтана в Анкаре в июню 2021 года и, таким образом, получил путёвку на летние Олимпийские игры 2020 года в Токио. В июле он выиграл бронзовую медаль на чемпионате Европы по легкой атлетике до 23 лет с результатом 5,60 м. При этом такой же результат показал норвежец Сондре Гуттормсен, оба прыгуна с шестом стали призёрами.